# Kit Mercer
Kit Mercer (* 15. August 1985 in USA) ist eine US-amerikanische Pornodarstellerin.
Kit Mercer ist ein MILF-Pornostar, Cam-Girl und Model, das Anfang 2019 ihr Branchendebüt feierte. In dieser kurzen Zeit wurde Kit bereits bei den XBIZ Cam Awards 2019 als „Rising Clip Star – Female“ ausgezeichnet. Die aus dem Mittleren Westen stammende Mercer gab Anfang 2019 ihr offizielles Pornodebüt und wird von OC Modeling vertreten. Zuvor hatte sie eine erfolgreiche Karriere als Cam-Girl etabliert. Im Mai 2019 drehte Mercer ihre erste VR Sex-Szene in „Earning Her Reputation“ für MILF VR. Sie ist eine der wenigen Darstellerinnen die eine Dreier-Szene mit einer Sexpuppe gedreht hat (im Film "Me, My Wife And Our Sex Doll 3").
Im Mai 2020 schrieb Mercer eine Kolumne mit dem Titel Carving Out My Own Path für das XBIZ World Magazin über das Thema wie man eine Pornokarriere startet.
Mercer hat mehr als 100.000 Follower auf Twitter.

## Filmografie (Auswahl)
- 2019: MILF Edition 2
- 2019: True MILF 5
- 2019: Soccer Mom Orgy
- 2019: MILF Stories: Still Sexy 2
- 2019: Accidentally Lesbian 5
- 2019: Axel Braun's MILF Fest 4
- 2019: Mother-Daughter Exchange Club 59
- 2019: Fit Chick Clique
- 2019: Interracial Deep Throating Moms
- 2019: Family Reunion
- 2019: My Stepmom's A Squirter
- 2019: Come Swing With Me 2
- 2019: Bad Lesbian 11
- 2019: Sex-A-Holics Orgy
- 2019: My Girlfriend And Her Stepmom 2
- 2019: Lesbian Obsessions 3
- 2019: Me, My Wife And Our Sex Doll 3
- 2019: Wife Swap Orgy 2
- 2019: I Fucked My Mother-In-Law On My Wedding Night
- 2019: Let's Bang The Babysitter 6
- 2019: Dirty Blondes
- 2020: Dirty Wives Club 29
- 2020: Lesbian Maids 4
- 2020: Girls Gone Pink 15
- 2020: Mothers & Stepsons 3, 5
- 2020: Mom's Cuckold 21
- 2020: Women Seeking Women 174
- 2020: Mom's Interracial Desires
- 2020: MILFs Who Can't Deny Stepson Creampies
- 2020: Big Tit Babes Out Of Control
- 2020: Stacked Moms 6
- 2020: Diagnosis
- 2020: Axel Braun's Short Hair Don't Care 3
- 2020: Raw 40
- 2020: Milfs Love Big Black Cock
- 2020: Crazy Fucking MILF Maids
- 2020: Busty Wives Next Door 3
- 2020: Sex Machines 2
- 2020: Caught My Stepmom Masturbating
- 2020–2021: Moms Teach Sex 24, 25
- 2020: Mom's Precious Little Girl
- 2021: Moms Bang Teen 40, 41
- 2021: Beautifully Stacked 9
- 2021: Lesbian Adventures: Older Women Younger Girls 15
- 2021: I Got MILFed
- 2021: Family Swap 2
- 2021: Foster Tapes
- 2021: Her First MILF 29
- 2021: Fantasy Cuckold 2
- 2021: Deep Debts
- 2021: Moms Lick Teens 28
- 2021: 2 Chicks Same Time 30
- 2021: My Husband Brought Home His Mistress 15
- 2021: Lesbian Cougars on the Prowl

## Auszeichnungen
- 2019: XBIZ Cam Awards - Winner: Rising Clip Star — Female
- 2020: NightMoves Awards - Winner Editor's Choice, "Best New Starlet"[3]
- 2019: Fleshbot Award -  "Best Clip Performer of the Year"[4]

## Nominierungen
- 2021: AVN Award - Best POV Sex Scene, in "Mad Mama" (2019)
- 2021 XBIZ Awards - "MILF Performer of the Year"[5]
- 2020 AVN Award - Fan Award: Hottest Newcomer